# Джейсън Фукс
Джейсън Фукс (роден на 5 март, 1986) е американски филмов и телевизионен актьор.

## Биография
Роден е в Ню Йорк. Баща му е от еврейски произход. Завършва Колумбийския университет. Започва да се занимава с актьорска дейност още на 7-годишна възраст.

## Работа в телевизията
| Година | Заглавие                            | Роля             |
| ------ | ----------------------------------- | ---------------- |
| 1998   | Косби                               | David            |
| 2000   | Семейство сопрано                   | Junior Sontag    |
| 2000   | The Beat                            | Joshua Meyerwitz |
| 2002   | Закон и ред: Умисъл за престъпление | Ricky Feldman    |
| 2002   | Law & Order: Special Victims Unit   | Nick Radsen      |
| 2003   | Ed                                  | Wesley Stout     |
| 2005   | All My Children                     | Young Ryan       |

## Филмография
- Флипър (1996)
- Зимно слънцестоене (2004)